# Alejandro Montenegro
Alejandro Alfredo Montenegro (Buenos Aires, Argentina; 2 de septiembre de 1963) es un exfutbolista y entrenador argentino que se desempeñaba en la posición de defensor lateral. Fue campeón con River Plate de la Copa Libertadores de América y de la Copa Intercontinental en 1986.
Jugó en River Plate, Chacarita Juniors, San Lorenzo de Almagro, Belgrano y Talleres de Córdoba, club en el cual se retiró. 
Dirigió las inferiores de River Plate hasta el año 2009 donde fue expulsado por Daniel Passarella.
En 2010 se integró y dirigió la reserva del All Boys, donde consiguió buenos resultados.
A mediados de 2013 renunció para integrarse, junto a Rodolfo D'Onofrio, al nuevo equipo de River Plate.
Hasta septiembre de 2014 fue director técnico de la 6.ª de River Plate y coordinador de infantiles junto a Juan José Borrelli. Dirigiría la primera de All Boys hasta noviembre de aquel año.

## Clubes
Debutaría en River para luego un año más tarde irse a Chacarita donde su estadía duraría un solo año eso lo volvió a traer con el equipo que lo vio nacer donde sería campeón de la Primera División 85/86, Libertadores del 86' frente al América de Cali, la Copa Intercontinental del mismo año y la Copa Interamericana del 87'. Es recordado por haber marcado unos de los mejores goles de la historia de los Superclásicos desde afuera del área grande por el sector derecho; le llegaría el balón luego de un centro y allí mismo daría un remate al arco defendido por Hugo Gatti que daría una comba tal que parecía irse fuera del arco pero termina en el palo izquierdo con una certeza increíble. 

### Como futbolista
| Equipo            | País      | Año       |
| ----------------- | --------- | --------- |
| River Plate       | Argentina | 1983      |
| Chacarita Juniors | Argentina | 1984      |
| River Plate       | Argentina | 1985-1988 |
| Talleres (Cba)    | Argentina | 1988-1990 |
| San Lorenzo       | Argentina | 1990-1992 |
| Belgrano          | Argentina | 1992-1993 |
| Talleres (Cba)    | Argentina | 1993-1994 |

### Como entrenador
| Equipo   | País      | Año   | PJ | PG | PE | PP | GF | GC | DG | Efectividad |
| -------- | --------- | ----- | -- | -- | -- | -- | -- | -- | -- | ----------- |
| All Boys | Argentina | 2014  | 11 | 4  | 3  | 4  | 6  | 8  | -2 | 45.45%      |
| Total    | Total     | Total | 11 | 4  | 3  | 4  | 6  | 8  | -2 | 45.45%      |

## Palmarés

### Campeonatos nacionales
| Título           | Equipo      | País      | Año     |
| ---------------- | ----------- | --------- | ------- |
| Primera División | River Plate | Argentina | 1985/86 |

### Copas internacionales
| Título                | Equipo      | Sede         | Año  |
| --------------------- | ----------- | ------------ | ---- |
| Copa Libertadores     | River Plate | Buenos Aires | 1986 |
| Copa Intercontinental | River Plate | Tokio        | 1986 |
| Copa Interamericana   | River Plate | Buenos Aires | 1987 |